# Stronger (Sanna Nielsen)
Stronger è un album in studio della cantante svedese Sanna Nielsen, pubblicato nel 2008.

## Tracce
1. Strong – 3:41
2. Empty Room – 3:03
3. Nobody Without You – 3:04
4. I Believe It's You – 3:49
5. Heart of Me – 4:06
6. Tomorrow Ends Today – 4:01
7. Impatiently Waiting for You – 3:50
8. Those Were the Days and the Nights of Loving You – 4:22
9. Out of Reach – 4:25
10. But I Know What I Want – 3:34
11. Broken in Two – 4:07
12. Magic (Olivia Newton-John cover) – 4:01
13. I Can Catch the Moon – 3:00
14. This Is My Thanks + Paradise – 9:44